# Eberhard Haarmann
Eberhard Haarmann (* 1736 in Holthausen bei Hagen; † 1817 in Barmen) war ein deutscher Holzschnitzer und Baumeister. Erhaltene Bauwerke von ihm sind als Baudenkmale geschützt.

## Leben und Wirken
Eberhard Haarmann, auch Eberhard Haarmann der Ältere genannt, kam aus Holthausen bei Hagen. Unter Nicolas de Pigage (1723–1796) war er 1755 bis 1771 am Bau des Schloss Benrath und des Neubaues des Jägerhofes in Düsseldorf beteiligt. Er erbaute in Barmen und Elberfeld, die als Stadtteile heute zu Wuppertal gehören, mehrere Patrizierhäuser in Stil des bergischen Spätbarocks mit Elementen des Rokoko und Klassizismus. Viele Häuser sind in der Nacht vom 29. auf den 30. Mai 1943 bei dem Luftangriff auf Barmen zerstört worden. Als Patrizierhäuser sind von ihnen aber zahlreiche historische Fotografien erhalten.

## Familie
Neben Eberhard Haarmann stammten aus dieser Familie noch weitere Baumeister:
- Eberhard Haarmann der Jüngere (1764–1816),[1] Sohn von Eberhard Haarmann, Baumeister und Schreiner in Barmen, um 1800 Mitarbeit in der väterlichen Werkstatt
- Friedrich Haarmann (1745–1790),[1] Bruder von Eberhard Haarmann, Baumeister

## Bauwerke (Auswahl)
- 1756–1757:  Haus Harkorten, Westerbauer heute zu Hagen[3]
- 1774–0000: Haus Bredt-Molineus, Unterdörnen 96, Barmen, erbaut für Johann Jacob Bredt[1] (nicht erhalten, zerstört 1943)
- 1775–0000: Engels-Haus, Engelsstraße 10, Barmen, erbaut für den Textilfabrikanten Johann Caspar Engels (1715–1787)[1]
- 1775–1776: Haus von Carnap, Werth 5, Barmen, erbaut für Frau von Carnap, geb. Wülfing, das ab 1825 als Amtshaus diente[1] (nicht erhalten)
- 1779–1785: Wupperfelder Kirche, Bredde 69, Barmen, erbaut für die ev.-luth. Gemeinde[1][4]
- 1779–0000: Den reich geschnitzten Schalldeckel der Kanzel der Wupperfelder Kirche[5][6]
- 1781–0000: Haus Wortmann, Unterdörnen 106, Barmen, erbaut für Johann Worthmann[1] (nicht erhalten, zerstört 1943)
- 1782–1784: Haus Bredt-Rübel, Unterdörnen 124, Barmen, gemeinsam mit Friedrich Haarmann erbaut für den Kauf- und Handelsherr Johann Peter Kaspar Rübel (1744–1790,[7][8] auch Rübel-Honsberg[1]), später Wohnhaus von Friedrich Wilhelm Bredt und dessen Nachfahren (nicht erhalten, zerstört 1943)
- etwas später: Unterdörnen 89, Barmen, erbaut für Christian Gerhard Brögelmann[1] (nicht erhalten, zerstört 1943)
- etwas später: Unterdörnen 94, Barmen, erbaut für Peter Carl Bredt[1] (nicht erhalten, zerstört 1943)
- 1784–1785: Haus Heilenbecke, Heilenbecker Straße 42, 46 und 46a, Milspe heute Ennepetal, für Hammerwerksbesitzer Johann Peter Heilenbeck[9]
- 1795–0000: Haus Röhrig (auch Benjamin-Engelshaus[10]), Engelsstraße 6, Barmen[2]
- 1796–0000: Haus Friedrichsbad, Brunnenstraße 28, Schwelm, neues Haupthaus erbaut für Brunnenwirt Johann Heinrich Neuhaus[11]

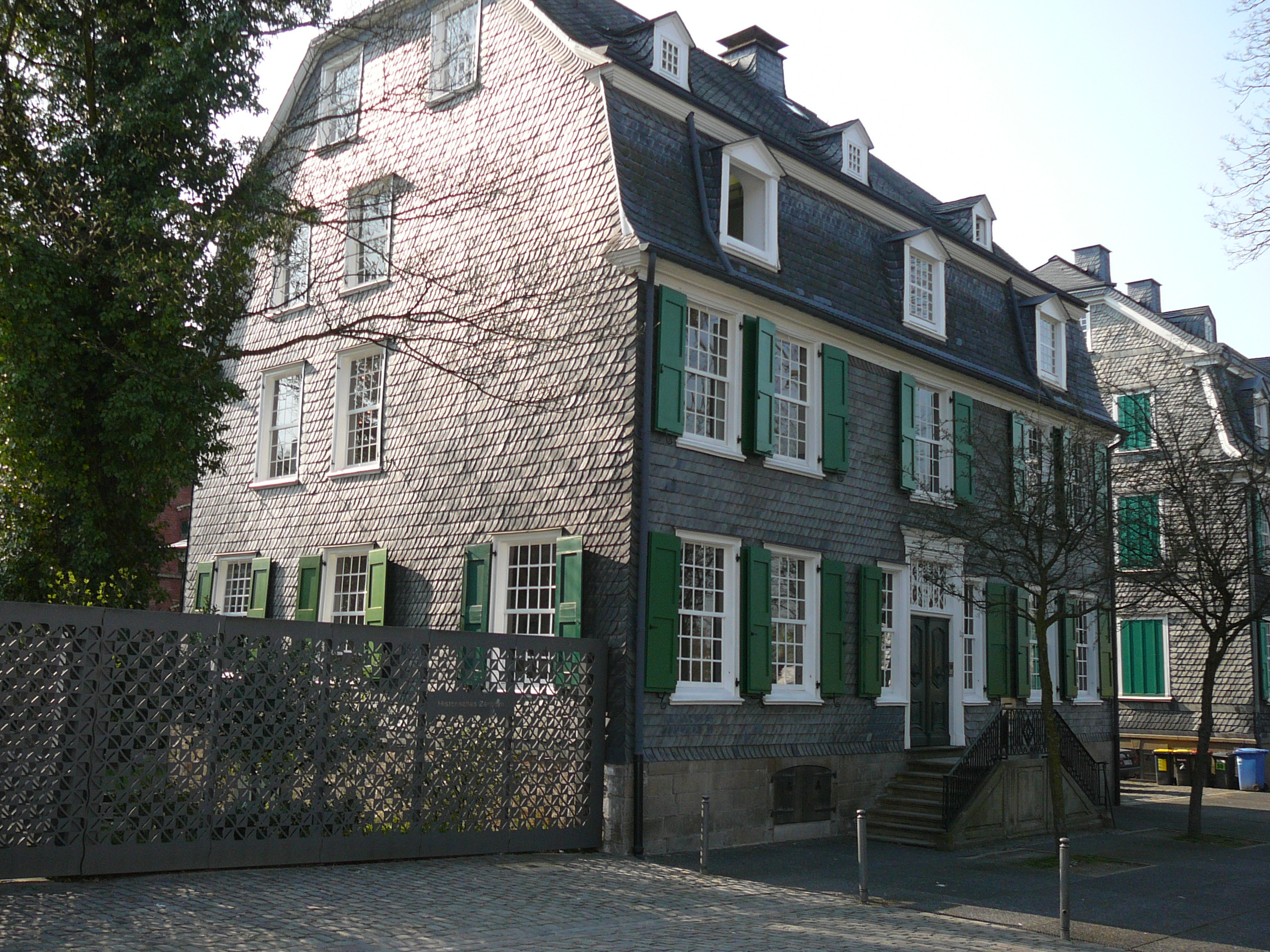
Engels-Haus
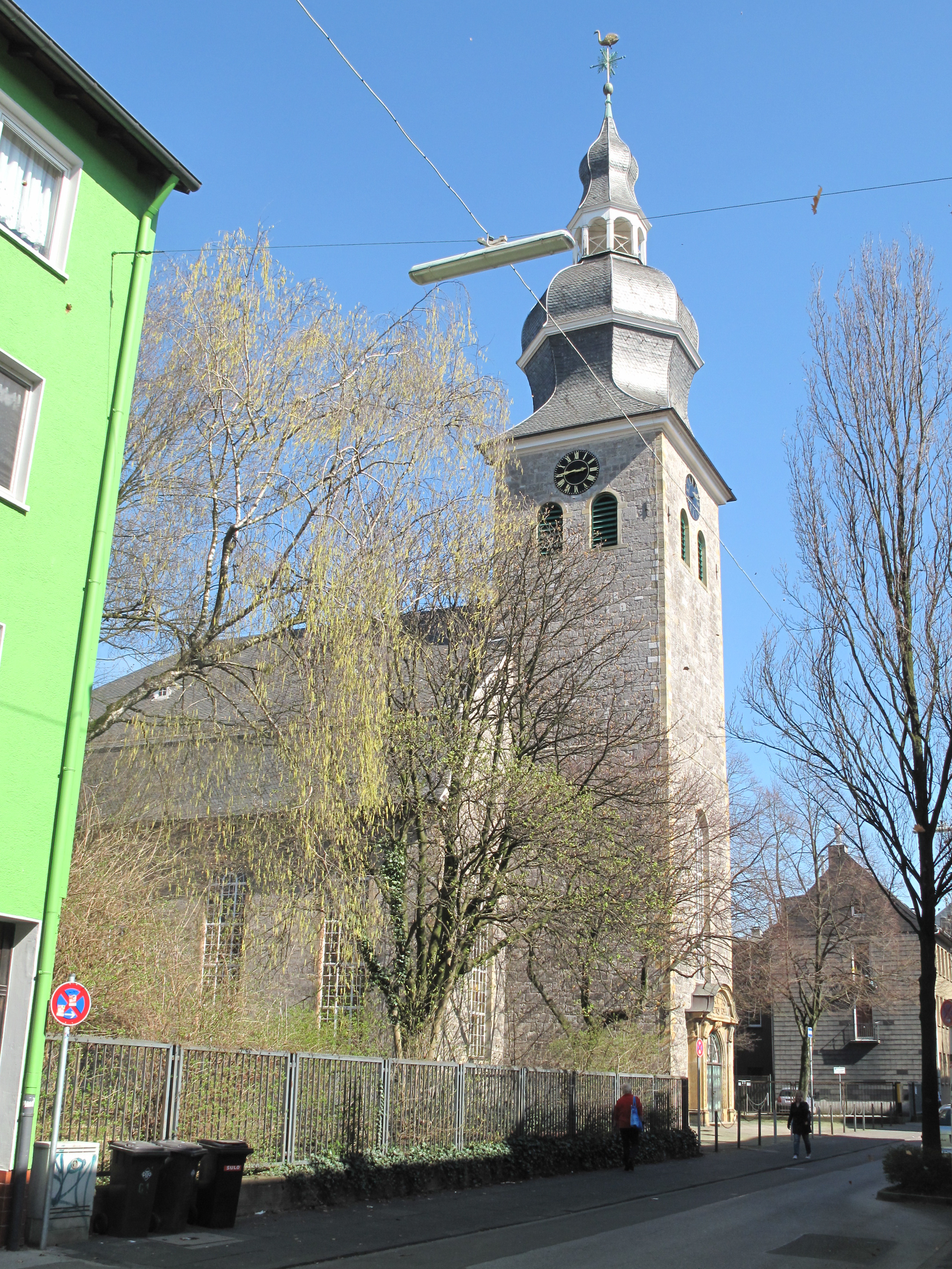
Wupperfelder Kirche
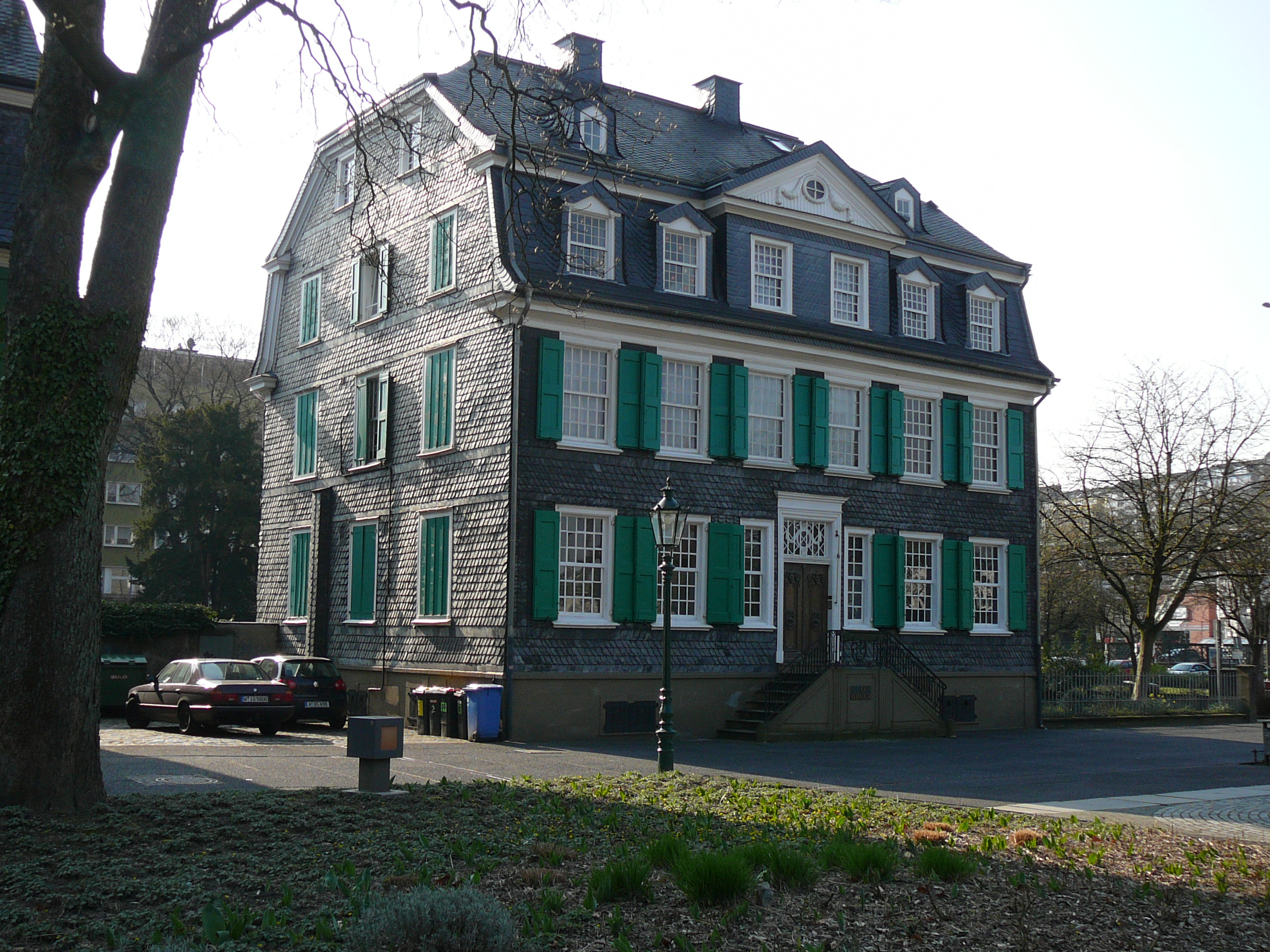
Haus Röhrig
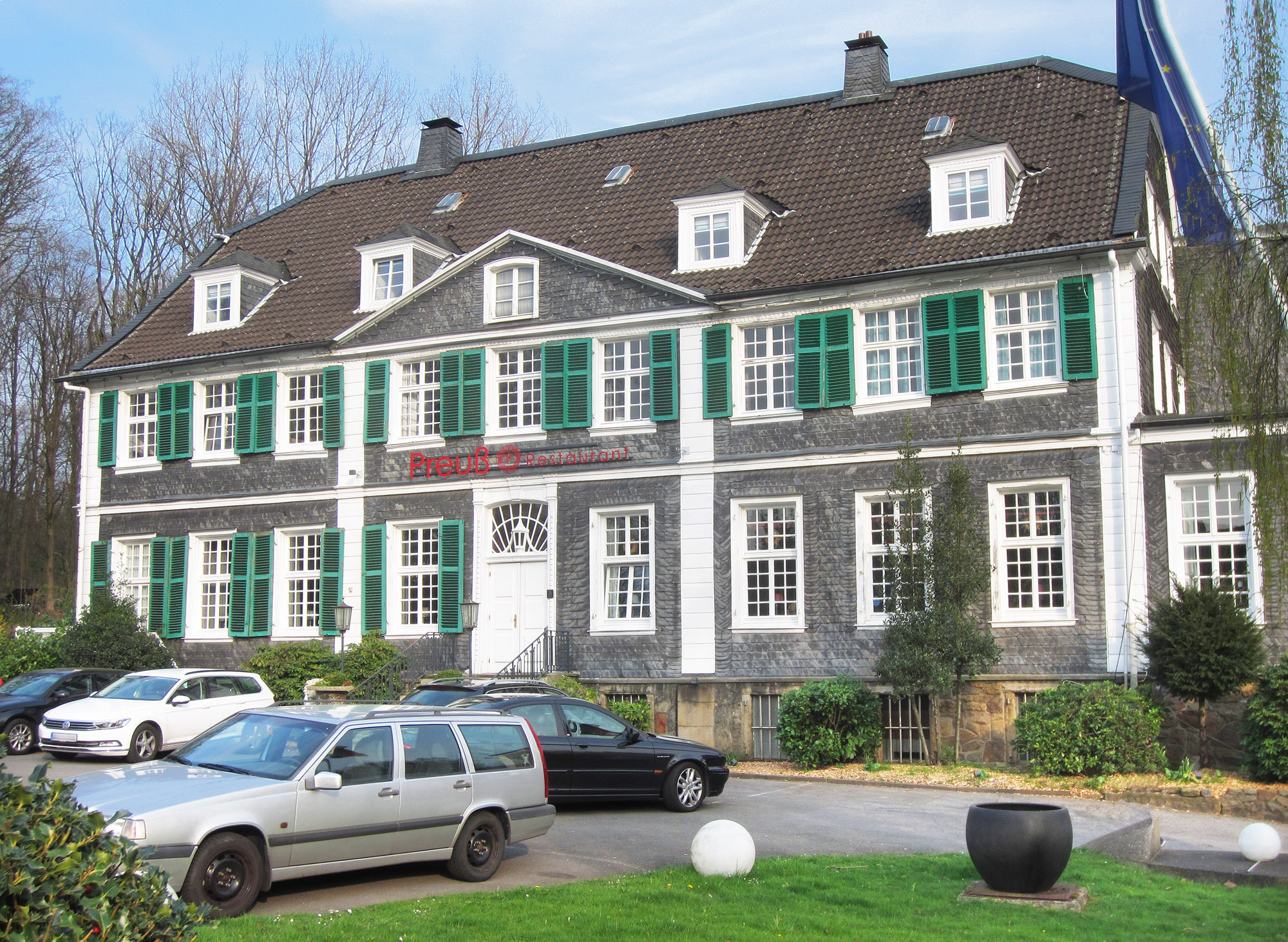
Haus Friedrichsbad